# Mamta Sharma
Mamta Sharma (n. 7 de septiembre de 1980 en Gwalior, India) es una cantante de playback o reproducción india. Ella es conocida por su famoso tema musical que le llevó al éxito titulado "Munni Badnaam Hui de Dabangg". Su canción fue un super hit, donde ha logrado encontrar numerosos premios y nominaciones, entre ellos un premio Filmfare por denominar como la mejor Cantante de playback femenina.

## Biografía
Mamta Sharma nació en Birla Nagar, Gwalior, Madhya Pradesh.

## Carrera
Antes de cantar para el Bollywood bengalí, participó en varios álbumes discográficos de otros artistas de bhojpuri. Ella fue descubierta por Abhinav Kashyap y obtuvo su primer éxito cinematográfico en la película "Dabangg", con su tema musical titulado "Munni Badnaam Hui". Ella comenzó a interpretar también temas musicakes en otras otros idiomas, de distintas regiones de la India. Entre unos de sus temas musicales más conocidos es "Kevvu Keka", un remake de la versión Telugu Dabangg, titulado "Gabbar Singh".

## Premios, nominaciones y reconocimientos
Ganadores
- 18th Journalist National Award, 2010 – Best Debut Singer[1]
- 17th Annual Star Screen Awards, 2011 – Karbonn Mobiles Best New Talent in Music[2] Best Playback Singer (Female)[3]
- 6th Apsara Awards, 2011 – Best Playback Singer (Female)[4]
- 56th Filmfare Awards, 2011 – Best Playback Singer (Female)[5]
- 12th IIFA Awards, Toronto, 2011 – Best Playback singer (Female)[6]
- Mirchi Music Awards, 2010 – Upcoming singer (Female)
- Mirchi Music Awards, 2010 – Best Playback singer (Female)
- The Global Indian Film & TV Honours, 2011 – Best playback singer (Female)
- 19th Prayag Kalakaar Awards, 2011 – Debut Singer (Female)

Nominaciones
- 1st BIG STAR Entertainment Awards, 2010 – Best Playback Singer (Female)[7]
- Zee Cine Awards, 2011 – Best Playback Singer (Female)[8]
- Stardust Awards, 2011 – New Music Sensation (Female)

## Discografía
| Año  | Título de la canción     | Película                 | Director de música | Co-intérprete                                                                     | Idioma  |
| ---- | ------------------------ | ------------------------ | ------------------ | --------------------------------------------------------------------------------- | ------- |
| 2010 | "Munni Badnaam Hui"      | Dabangg                  | Lalit Pandit       | Aishwarya Nigam                                                                   | Hindi   |
| 2011 | "Chamki Jawaani"         | Yamla Pagla Deewana      | Anu Malik          | Master Saleem, Daler Mehndi                                                       | Hindi   |
| 2011 | "Tinku Jiya"             | Yamla Pagla Deewana      | Anu Malik          | Javed Ali                                                                         | Hindi   |
| 2011 | "Naa Board Irada Bus"    | Hudugaru                 | V. Harikrishna     | V. Harikrishna                                                                    | Kannada |
| 2011 | "Dil Ka Achaar"          | Bin Bulaye Baraati       | Anand Raj Anand    | Anand Raj Anand                                                                   | Hindi   |
| 2011 | "Bombay Ponnu"           | Vedi                     | Vijay Antony       | M. L. R. Karthikeyan, Senthildas                                                  | Tamil   |
| 2011 | "Katto Gilehri"          | Miley Naa Miley Hum      | Sajid-Wajid        | Daler Mehndi                                                                      | Hindi   |
| 2011 | "Jawani Ki Bank Loot Le" | Loot                     | Mika Singh         | Shravan Sinha                                                                     | Hindi   |
| 2012 | "Pyaar Ka Jhatka"        | Khokababu                | Rishi Chanda       | Mika Singh                                                                        | Bengalí |
| 2012 | "Badmast"                | Chaalis Chauraasi        | Lalit Pandit       | Daler Mehndi                                                                      | Hindi   |
| 2012 | "Chhanno"                | Gali Gali Chor Hai       | Anu Malik          | Anu Malik                                                                         | Hindi   |
| 2012 | "Anarkali Disco Chali"   | Housefull 2              | Sajid-Wajid        | Sukhwinder Singh                                                                  | Hindi   |
| 2012 | "Mumbai Mony Hai Re"     | Daal Mein Kuch Kaala Hai | T-Series           |                                                                                   | Hindi   |
| 2012 | "Kevvu Keka"             | Gabbar Singh             | Devi Sri Prasad    | Murali                                                                            | Telugu  |
| 2012 | "Aa Re Pritam Pyaare"    | Rowdy Rathore            | Sajid-Wajid        | Sarosh Sami                                                                       | Hindi   |
| 2012 | "Na Champa Na Chameli"   | Bikram Singha            | Bappi Lahiri       |                                                                                   | Bengalí |
| 2012 | "Bol Bol Bachchan        | Bol Bachchan             | Himesh Reshammiya  | Amitabh Bachchan, Abhishek Bachchan, Ajay Devgan, Himesh Reshammiya, Vineet Singh | Hindi   |
| 2012 | "Appu Appu"              | Shiva                    | Gurukiran          | Solo                                                                              | Kannada |